# Klejnot Mazarina
Klejnot Mazarina (ang. The Adventure of the Mazarin Stone) – opowiadanie Arthura Conana Doyle’a z cyklu o Sherlocku Holmesie. Pierwsze wydanie w czasopiśmie The Strand Magazine w październiku 1921 z ilustracjami A. Gilberta, następne w Hearst’s International Magazine w listopadzie 1921 z ilustracjami Frederica Dorr Steele. W wydaniu książkowym w tomie Księga przypadków Sherlocka Holmesa.
Jest to jedna z tylko dwóch opowieści o Sherlocku Holmesie pisana z perspektywy trzeciej osoby (drugą jest Jego ostatni ukłon). Jest to podyktowane faktem, że to opowiadanie jest adaptacją sztuki teatralnej pod tytułem The Crown Diamond napisanej przez Arthura Conana Doyle’a. Z tego samego powodu akcja całego opowiadania odgrywa się tylko w jednym pokoju.  
Inne tytuły Klejnot z kolekcji kardynała Mazariniego, Brylant Kardynała Mazariniego lub Brylant Mazariniego. Autor zastosował narrację trzecioosobową, podobnie jak w opowiadaniu Jego ostatni ukłon.
Zostaje skradziony brylant kardynała Mazarina. Sherlock Holmes w przebraniu kobiety śledzi podejrzanego o kradzież hrabiego Sylviusa i jego ochroniarza Mertona, prowokując ich do przybycia do swego mieszkania na Baker Street. Tu z pomocą patefonu i manekinu swej osoby wprowadza ich w błąd, że są w pokoju sami i mogą ujawnić skradziony kamień.
Ekranizacja z 1994 r. znacznie odbiega od opowiadania.
Sherlock Holmes wyjeżdża na urlop, doktor Watson przyjmuje zamiast niego zlecenie od dwóch starszych pań. Chcą one udowodnić swojemu bratu, że człowiek, który opowiada mu o możliwości spadku, to oszust (wątek zapożyczony z Trzech panów Garrideb). Jednocześnie Mycroft Holmes, starszy brat Sherlocka, rozpoczyna poszukiwania skradzionego klejnotu Mazarina, który przekazany British Museum, miał teraz wrócić do Francji. Obaj detektywi amatorzy łączą swoje siły, gdyż okazuje się, że ich sprawy łączy osoba sprawcy.